# Darius Bazley
Darius Denayr Bazley, né le 12 juin 2000 à Brockton dans le Massachusetts, est un joueur américain de basket-ball évoluant au poste d'ailier fort voire de pivot et mesurant 2,03 m.

## Biographie

### Jeunesse
Bazley commence à jouer au basket-ball au lycée, à la Finneytown High School (en) à Springfield Township.
Au cours de sa deuxième année, il intéresse plusieurs universités comme Ohio State et la Virginie-Occidentale.
En avril 2018, il participe au Jordan Brand Classic et au Nike Hoop Summit.

### Carrière professionnelle
Le 30 mars 2018, Bazley annonce qu'il ne souhaite pas rejoindre une université en NCAA dans l'idée de rejoindre une équipe de G-League directement après le lycée avant de se présenter à la draft NBA. En avril 2018, il rejoint l'écurie Klutch Sports, l'agence de Rich Paul, l'agent de LeBron James.
L'entraîneur de l'équipe de Syracuse avec laquelle Bazley devait jouer à l'université avant le déménagement, estime que Bazley a fait une erreur en finissant seul sa formation.
Le 27 août 2018, il annonce qu'il abandonne son projet de rejoindre une équipe de G-League, choisissant plutôt de s'entraîneur seul durant une saison. Le 25 octobre, il commence un stage de trois mois avec New Balance d 'une valeur d'un million de dollars. Après avoir terminé son stage, Bazley devient l'un des premiers joueurs inscrits à la draft 2019 de la NBA, faisant plus tard partie des 77 joueurs invités au NBA Draft Combine 2019.

#### Thunder d'Oklahoma City (2019-2023)
Le 20 juin 2019, lors de la draft NBA 2019, il est sélectionné en 23e position par le Jazz de l'Utah. Le 6 juillet 2019, ses droits sont échangés au Thunder d'Oklahoma City via les Grizzlies de Memphis.
Le 7 juillet 2019, il signe un contrat avec le Thunder.

#### Suns de Phoenix (2023)
En février 2023, il est transféré aux Suns de Phoenix en échange de Dario Šarić.
En juillet 2023, il signe pour une saison aux Nets de Brooklyn. Il est coupé en octobre 2023.

#### Jazz de l'Utah (mars-avril 2024)
En mars 2024, il signe un contrat non garanti de trois ans avec le Jazz de l'Utah.

## Statistiques NBA

### Saison régulière
| Saison    | Équipe        | Matchs | Titul. | Min./m | % Tir | % 3pts | % LF | Rbds/m. | Pass/m. | Int/m. | Ctr/m. | Pts/m. |
| --------- | ------------- | ------ | ------ | ------ | ----- | ------ | ---- | ------- | ------- | ------ | ------ | ------ |
| 2019-2020 | Oklahoma City | 61     | 9      | 18,5   | 39,4  | 34,8   | 69,4 | 4,03    | 0,67    | 0,38   | 0,67   | 5,61   |
| 2020-2021 | Oklahoma City | 55     | 55     | 31,2   | 39,6  | 29,0   | 70,2 | 7,20    | 1,80    | 0,50   | 0,50   | 13,70  |
| 2021-2022 | Oklahoma City | 69     | 53     | 27,9   | 42,2  | 29,7   | 68,8 | 6,30    | 1,40    | 0,80   | 1,00   | 10,80  |
| Total     | Total         | 185    | 117    | 25,8   | 40,6  | 30,5   | 69,5 | 5,80    | 1,30    | 0,60   | 0,70   | 10,00  |

Mise à jour le 1er juillet 2022

### Playoffs
| Saison | Équipe        | Matchs | Titul. | Min./m | % Tir | % 3pts | % LF | Rbds/m. | Pass/m. | Int/m. | Ctr/m. | Pts/m. |
| ------ | ------------- | ------ | ------ | ------ | ----- | ------ | ---- | ------- | ------- | ------ | ------ | ------ |
| 2020   | Oklahoma City | 7      | 0      | 18,0   | 41,9  | 50,0   | 90,0 | 6,71    | 0,86    | 0,00   | 0,43   | 6,57   |
| Total  | Total         | 7      | 0      | 18,0   | 41,9  | 50,0   | 90,0 | 6,71    | 0,86    | 0,00   | 0,43   | 6,57   |

Mise à jour le 12 septembre 2020

## Records sur une rencontre en NBA
Les records personnels de Darius Bazley en NBA sont les suivants, :
| Type de statistique        | Saison régulière | Saison régulière           | Saison régulière | Playoffs | Playoffs             | Playoffs         |
| Type de statistique        | Record           | Adversaire                 | Date             | Record   | Adversaire           | Date             |
| -------------------------- | ---------------- | -------------------------- | ---------------- | -------- | -------------------- | ---------------- |
| Points                     | 29               | Grizzlies de Memphis       | 13 mars 2022     | 10       | @ Rockets de Houston | 29 août 2020     |
| Paniers marqués            | 11               | Grizzlies de Memphis       | 13 mars 2022     | 3        | 2 fois               | 2 fois           |
| Paniers tentés             | 25               | @ Pacers de l'Indiana      | 21 avril 2021    | 10       | @ Rockets de Houston | 29 août 2020     |
| Paniers à 3 points réussis | 5                | 2 fois                     | 2 fois           | 3        | @ Rockets de Houston | 18 août 2020     |
| Paniers à 3 points tentés  | 13               | @ Warriors de Golden State | 6 mai 2021       | 7        | @ Rockets de Houston | 29 août 2020     |
| Lancers francs réussis     | 11               | @ Wizards de Washington    | 19 avril 2021    | 5        | Rockets de Houston   | 31 août 2020     |
| Lancers francs tentés      | 13               | @ Wizards de Washington    | 19 avril 2021    | 6        | Rockets de Houston   | 31 août 2020     |
| Rebonds offensifs          | 5                | Suns de Phoenix            | 2 mai 2021       | 1        | 2 fois               | 2 fois           |
| Rebonds défensifs          | 14               | @ Lakers de Los Angeles    | 8 février 2021   | 11       | @ Rockets de Houston | 29 août 2020     |
| Rebonds totaux             | 16               | @ Lakers de Los Angeles    | 8 février 2021   | 12       | @ Rockets de Houston | 29 août 2020     |
| Passes décisives           | 6                | 2 fois                     | 2 fois           | 3        | Rockets de Houston   | 31 août 2020     |
| Interceptions              | 5                | Wizards de Washington      | 23 avril 2021    | -        | -                    | -                |
| Contres                    | 5                | Heat de Miami              | 15 novembre 2021 | 2        | @ Rockets de Houston | 2 septembre 2020 |
| Balles perdues             | 9                | 76ers de Philadelphie      | 10 avril 2021    | 2        | @ Rockets de Houston | 18 août 2020     |
| Minutes jouées             | 43               | @ Lakers de Los Angeles    | 10 février 2021  | 26       | @ Rockets de Houston | 29 août 2020     |

- Double-double : 20 (dont 1 en playoffs)
- Triple-double : 0

Dernière mise à jour : 15 juillet 2022